# Ornella Ferrara
Ornella Ferrara (née le 17 avril 1968 à Limbiate) est une athlète italienne spécialiste du marathon. 

## Carrière

### Palmarès
| Date | Compétition           | Lieu     | Résultat | Performance     |
| ---- | --------------------- | -------- | -------- | --------------- |
| 1994 | Championnats d'Europe | Helsinki | 4e       | 2 h 31 min 57 s |
| 1994 | Marathon de Venise    | Venise   | 1re      | 2 h 32 min 16 s |
| 1995 | Marathon de Ferrare   | Ferrare  | 1re      | 2 h 39 min 34 s |
| 1995 | Championnats du monde | Göteborg | 3e       | 2 h 30 min 11 s |
| 1996 | Jeux olympiques d'été | Atlanta  | 13e      | 2 h 33 min 09 s |
| 1996 | Marathon de Rome      | Rome     | 2e       | 2 h 31 min 30 s |
| 1997 | Championnats du monde | Athènes  | 5e       | 2 h 33 min 10 s |
| 1997 | Marathon d'Italie     | Carpi    | 1re      | 2 h 28 min 43 s |
| 1997 | Marathon de New York  | New York | 3e       | 2 h 31 min 44 s |
| 2000 | Marathon de Boston    | Boston   | 7e       | 2 h 30 min 20 s |
| 2000 | Jeux olympiques d'été | Sydney   | 18e      | 2 h 31 min 32 s |
| 2001 | Championnats du monde | Edmonton | 14e      | 2 h 32 min 45 s |
| 2004 | Marathon de Rome      | Rome     | 1re      | 2 h 27 min 49 s |
| 2007 | Marathon d'Italie     | Carpi    | 2e       | 2 h 30 min 18 s |

### Records
| Épreuve       | Performance     | Lieu  | Date            |
| ------------- | --------------- | ----- | --------------- |
| Semi-marathon | 1 h 11 min 46 s | Turin | 27 février 2000 |
| Marathon      | 2 h 27 min 49 s | Rome  | 28 mars 2004    |